# Polygonatum hookeri
Polygonatum hookeri är en sparrisväxtart som beskrevs av John Gilbert Baker. Polygonatum hookeri ingår i släktet ramsar, och familjen sparrisväxter. Inga underarter finns listade i Catalogue of Life.